# الفصل الثالث من ميثاق الأمم المتحدة
ميثاق الأمم المتحدة الفصل الثالث : فـي فروع الهيئـة

## المادة 7
1. تنشأ الهيئات الآتية فروعاً رئيسية للأمم المتحدة:
- جمعيـة عـامة
- مجلـس أمـن
- مجلـس اقتصـادي واجتمـاعي
- مجلـس وصـاية
- محكمـة عـدل دوليـة
- أمـانة

2. يجوز أن ينشأ وفقاً لأحكام هذا الميثاق ما يرى ضرورة إنشائه من فروع ثانوية أخرى .

## الماده8
لا تفرض الأمم المتحدة قيوداً تحدّ بها جواز اختيار الرجال والنساء للاشتراك بأية صفة وعلى وجه المساواة في فروعها الرئيسية والثانوية.

## وصلات داخلية
- ميثاق الأمم المتحدة
- الأمم المتحدة

## انظر ايضاً
| ميثاق الأمم المتحدة                                                              |
| -------------------------------------------------------------------------------- |
|                                                                                  |
| الفصل الأول في مقاصد الهيئة ومبادئها                                             |
| الفصل الثاني فـي العضوية                                                         |
| الفصل الثالث فـي فروع الهيئـة                                                    |
| الفصل الرابع في الجمعيـة العـامة                                                 |
| الفصل الخامس في مجلـس الأمـن                                                     |
| الفصل السادس في حل المنازعات حلاً سلمياً                                           |
| الفصل السابع فيما يتخذ من الأعمال في حالات تهديد السلم والإخلال به ووقوع العدوان |
| الفصل الثامن في التنظيمات الإقليمية                                              |
| الفصل التاسع في التعاون الدولي الاقتصادي والاجتماعي                              |
| الفصل العاشر المجلس الاقتصادي والاجتماعي                                         |
| الفصل الحادي عشر تصريح يتعلق بالأقاليم غير المتمتعة بالحكم الذاتي                |
| الفصل الثاني عشر في نظام الوصاية الدولي                                          |
| الفصل الثالث عشر في مجلس الوصاية                                                 |
| الفصل الرابع عشر في محكمة العدل الدولية                                          |
| الفصل الخامس عشر في الأمـانة                                                     |
| الفصل السادس عشر أحكـام متنوعـة                                                  |
| الفصل السابع عشر في تدابير حفظ الأمن في فترة الانتقال                            |
| الفصل الثامن عشر في تعديل الميثاق                                                |
| الفصل التاسع عشر في التصديق والتوقيع                                             |

## وصلات خارجية
- موقع الأمم المتحدة بالعربية